# Église Sainte-Marine
L'église Sainte-Marine est une ancienne église de Paris qui était située dans l'île de la Cité, près de la cathédrale Notre-Dame.

## Situation
L'église Sainte-Marine était située au no 6 de la rue Sainte-Marine.

Son emplacement correspondrait, actuellement, au no 15 de la rue d'Arcole.

## Historique
L'église est placée sous le vocable de Sainte Marine la Déguisée.
Le plus ancien titre qui fasse mention de l'église Sainte-Marine date de 1036. 
D'après la description de l'acte de 1792, l'église a un niveau inférieur à celui du sol (descente de 4 marches pour y accéder), était de plan rectangulaire et comportait des étages abritant le logement du curé. Elle était la paroisse du palais épiscopal et elle était la seule église de Paris où les jeunes filles qui avaient fauté pouvaient se marier grâce à l'Official qui y résidait.
Sa  paroisse érigée avant la fin du XIIe siècle de Paris était plus petite de Paris, ne comprenant qu'une vingtaine de maisons et environ 150 habitants. 
C'est dans cette église que François Miron, prévôt des marchands de Paris de 1604 à 1609, fut inhumé. On retrouva sa tombe en 1866, lors de la création de la rue d'Arcole durant les transformations de Paris sous le Second Empire, qui fut alors transportée à Notre-Dame de Paris.
En 1790, l'église Sainte-Marine est encore le siège de l'une des 52 paroisses urbaines du diocèse de Paris. L'abbé Roland Le Riche, son curé depuis 1783, et l'autre prêtre de cette paroisse, refusent de prêter le serment constitutionnel.
En février 1791, alors qu'elle vient de perdre tout son clergé, et dans le cadre des décrets de l'Assemblée Constituante pris sur une proposition de la mairie de Paris, l'église Sainte-Marine, comme les neuf autres églises de l’île de la Cité, perd son statut de siège de paroisse au bénéfice de la Cathédrale Notre-Dame de Paris.
L'église fermée est vendue comme bien national deux ans plus tard. Elle devient alors l'atelier d'une raffinerie de sucre puis celui d'une teinturerie et l'atelier d'une menuiserie avant sa démolition en 1866 lors de la création de la rue d'Arcole,.
Sa clé de voûte ornée est conservée au musée Carnavalet.